# 密齿小檗
密齿小檗或長葉小檗（学名：Berberis aristatoserrulata）为小檗科小檗屬下的一个种。

## 扩展阅读
- 維基物種上的相關：長葉小檗